# Danh sách phim và chương trình tạp kỹ của Mamamoo
Mamamoo (Hangul: 마마무), đôi khi được cách điệu hóa như MAMAMOO, là nhóm nhạc nữ Hàn Quốc, được quản lý bởi Rainbow Bridge World (trước đây WA Entertainment) vào năm 2014. Nhóm chính thức ra mắt vào ngày 18 tháng 6 năm 2014 với bài hát "Mr. Ambiguous".
| Năm  | Tựa đề        | Đài truyền hình | Thành viên | Vai          | Chú thích                                 |
| ---- | ------------- | --------------- | ---------- | ------------ | ----------------------------------------- |
| 2015 | Start Love    | Naver TV Cast   | Moonbyul   | Yoo Na-young | Tập 1-5 (24.09.2015-08.10.2015) Web drama |
| 2015 | Imaginary Cat | MBC Every1      | Solar      | Jung Soo-In  | Tập 2, 5 (01.12.2015, 22.12.2015)         |
| 2016 | Entourage     | TvN             | All        | Mamamoo      | Tập 1 (04.11.2016) Cameo                  |

| Năm  | Chương trình                       | Đài truyền hình | Thành viên              | Chú thích |
| ---- | ---------------------------------- | --------------- | ----------------------- | --- |
| 2014 | Love Request                       | KBS1            | Tất cả                  | Tập 761 (28.06.2014) |
| 2014 | Hello Counselor                    | KBS2            | Solar, Moonbyul         | Tập 185 (11.08.2014) |
| 2014 | You Hee-yeol's Sketchbook          | KBS2            | Tất cả                  | Tập 238 (15.08.2014) với Bumkey |
| 2014 | Open Concert                       | KBS1            | Tất cả                  | Tập 1044 (28.12.2014) incl. 2 bài hát với Insooni |
| 2015 | Immortal Song 2                    | KBS2            | Tất cả                  | - Tập 181 (10.01.2015) Kim Yeong-gwang Special - Tập 186 (14.02.2015) Lee Young-hoon Special - Tập 188 (28.02.2015) Kim Soo-hee Special - Tập 193 (04.04.2015) Baettaragi Lee Hye-min Special - Tập 214 (29.08.2015) C'est Si Bon Special phần 1 - Tập 215 (05.09.2015) C'est Si Bon Special phần 2 - Tập 223 (31.10.2015) Bae Ho Special phần 1 - Mamamoo chiến thắng - Tập 224 (07.11.2015) Bae Ho Special phần 2 |
| 2015 | Concert 7080                       | KBS1            | Tất cả                  | Tập 494 (08.02.2015) |
| 2015 | Open Concert                       | KBS1            | Tất cả                  | Tập 1057 (12.04.2015) |
| 2015 | Fashion King                       | SBS Plus        | Tất cả                  | Tập 3 (09.05.2015) |
| 2015 | You Hee-yeol's Sketchbook          | KBS2            | Tất cả                  | Tập 281 (10.07.2015) |
| 2015 | After School Club                  | Arirang TV      | Tất cả                  | Tập 169 (21.07.2015) |
| 2015 | Show Me the Money 4                | Mnet            | Tất cả                  | Tập 9 (21.08.2015) với Basick |
| 2015 | King of Mask Singer                | MBC             | Solar                   | Tập 21, 22 (23.08.2015, 30.08.2015) như "Single-hearted sunflower" |
| 2015 | Weekly Idol                        | MBC Every 1     | Tất cả                  | Tập 214 (02.09.2015) |
| 2015 | 100 People, 100 Songs              | JTBC            | Wheein, Hwasa           | Tập 43, 44 (20.09.2015, 27.09.2015) |
| 2015 | Duet Song Festival                 | MBC             | Wheein                  | Tập thử nghiệm 1 (25.09.2015) Wheein chiến thắng |
| 2015 | Idol Star Athletics Championships  | MBC             | Tất cả                  | 10th Championship (28.09.2015, 29.09.2015) Moonbyul: chạy 60m nữ, Moonbyul, Wheein và Hwasa chiến thắng môn bắn cung |
| 2015 | Hidden Singer Season 4             | JTBC            | Tất cả                  | Tập 8 (21.11.2015) |
| 2015 | Two Yoo Project: Sugar Man         | JTBC            | Solar, Moonbyul         | Tập 6 (24.11.2015) |
| 2016 | Duet Song Festival                 | MBC             | Wheein                  | Tập thử nghiệm 2 (08.02.2016) |
| 2016 | Duet Song Festival                 | MBC             | Solar                   | - Tập 1 (08.04.2016) - Tập 21, 23, 24 (09.09.2016, 23.09.2016, 30.09.2016) |
| 2016 | Idol Star Athletics Championships  | MBC             | Tất cả                  | 11th Championship (09.02.2016, 10.02.2016) Solar: chạy 60m nữ, thành viên khác: bắn cung nữ |
| 2016 | Idol Star Athletics Championships  | MBC             | Moonbyul, Wheein, Hwasa | 12th Championship (15.09.2016) Bắn cung nữ |
| 2016 | Escape Crisis No.1                 | KBS2            | Solar                   | Tập 520 (22.02.2016) |
| 2016 | Immortal Songs 2                   | KBS2            | Tất cả                  | - Tập 240 (27.02.2016) Min Hae-kyung Special - Tập 249 (30.04.2016) Yoon Soo-il Special - Mamamoo chiến thắng - Tập 277 (12.11.2016) Kim Hyun-sik Special - Tập 283 (24.12.2016) Cuộc thi Best of the Best phần1 - Tập 284 (31.12.2016) Cuộc thi Best of the Best phần 2 |
| 2016 | The Qmentary                       | 1theK           | Tất cả                  | Tập 11 (28.02.2016) |
| 2016 | Weekly Idol                        | MBC Every 1     | Tất cả                  | Tập 240 (02.03.2016) |
| 2016 | You Hee-yeol's Sketchbook          | KBS2            | Tất cả                  | - Tập 309 (04.03.2016) - Tập 333 (02.09.2016) Girl Group Special - Tập 341 (12.11.2016) |
| 2016 | Dream Players                      | TvN             | Tất cả                  | Tập1-4 (28.3.2016-18.04.2016) |
| 2016 | Baek Jong Won's Top 3 Chef King    | SBS             | Tất cả                  | Tập 31 (02.04.2016) |
| 2016 | Open Concert                       | KBS1            | Tất cả                  | Tập 1098, 1118 (03.04.2016, 28.08.2016) |
| 2016 | Same Bed, Different Dreams         | SBS             | Solar, Wheein           | Tập 47 (04.04.2016) |
| 2016 | We Got Married                     | MBC             | Solar                   | với Eric Nam tập 316-348 (9 tháng 4-1 tháng 11) - Moonbyul trong bàn luận: Tập 317, 321 (16.04.2016, 14.50.2016) - Moonbyul, Wheein, Hwasa:Tập 327 (25.06.2016) |
| 2016 | King of Mask Singer                | MBC             | Wheein                  | Tập 55, 56 (17.04.2016, 24.04.2016) như "Like a half moon" |
| 2016 | Star King                          | SBS             | Moonbyul, Wheein, Hwasa | Tập 446 (19.04.2016) |
| 2016 | Two Yoo Project: Sugar Man         | JTBC            | Tất cả                  | Tập 30 (10.05.2016) |
| 2016 | Showtime Season 7                  | MBC Every 1     | Tất cả                  | Tập 1-8 (07.07.2016-25.08.2016) với GFriend |
| 2016 | Happy Together                     | KBS2            | Wheein                  | Tập 465 (15.09.2016) |
| 2016 | Radio Star                         | MBC             | Solar                   | Tập 495 (28.09.2016) |
| 2016 | Hello Counselor                    | KBS2            | Moonbyul, Wheein        | Tập 293 (03.10.2016) |
| 2016 | People Looking for Laughter        | SBS             | Tất cả                  | Tập 169 (30.11.2016) nhóm "Oh My Girl" |
| 2016 | Saturday Night Live Korea Season 8 | TvN             | Tất cả                  | Tập 14 (hoặc 171) (03.12.2016) |
| 2016 | Singing Battle – Victory           | KBS2            | Solar, Wheein           | Tập 8, 9 (16.12.2016, 23.12.2016) Singers Special |
| 2016 | Knowing Bros                       | JTBC            | Tất cả                  | Tập 55 (17.12.2016) |
| 2016 | HY1000like                         | OnStyle         | Tất cả                  | Tập 1 (19.12.2016) |
| 2017 | Idol Party                         | TV Chosun       | Tất cả                  | Tập 6 (02.01.2017) |
| 2017 | Duet Song Festival                 | MBC             | Wheein                  | Tập 35, 36 (06.01.2017, 13.01.2017) |
| 2018 | Two Yoo Project: Sugar Man         | JTBC            | Tất cả                  | Tập 7 (04.03.2018) |